# Nitra (flod)

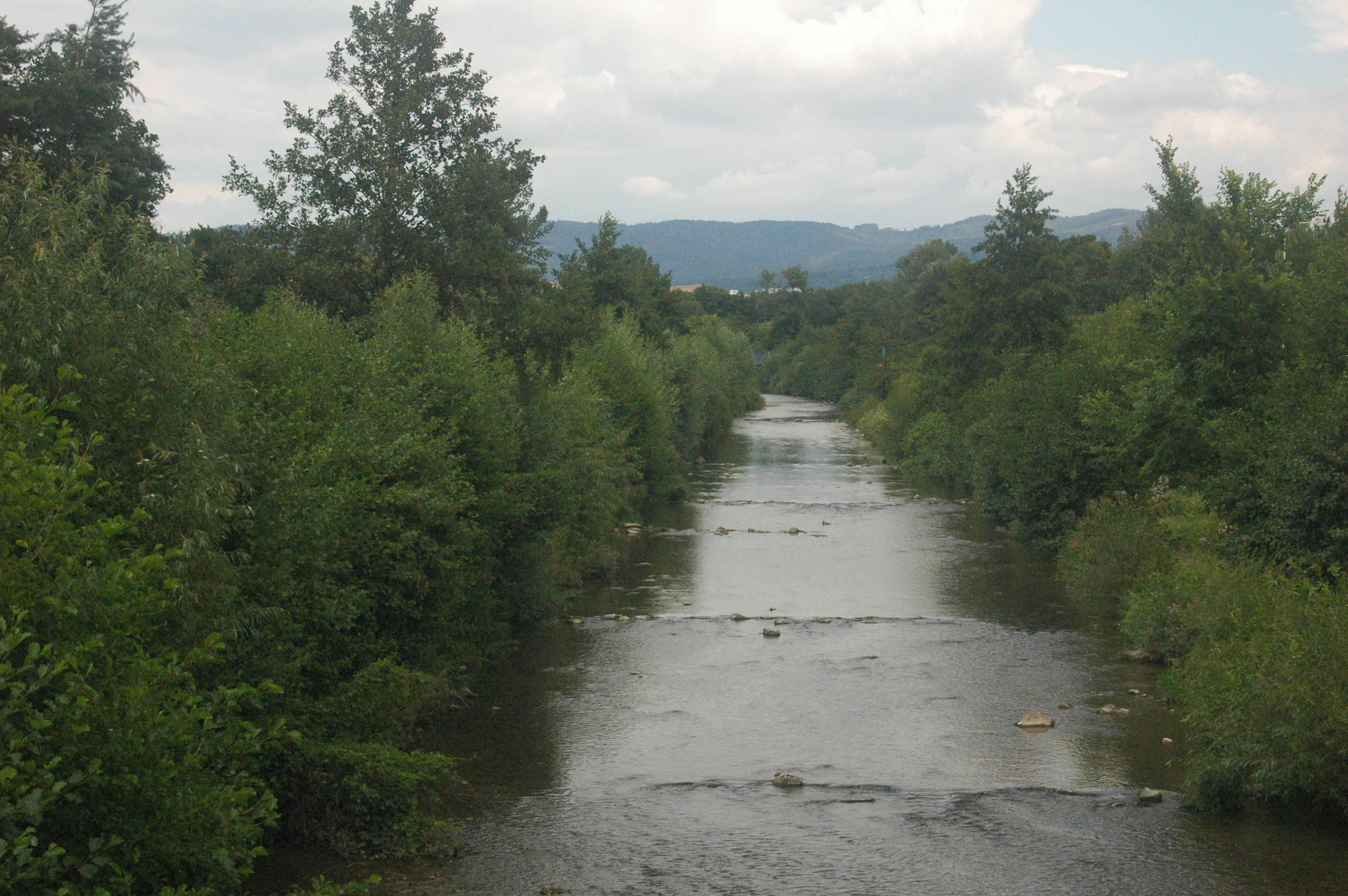
Nitra i Prievidza

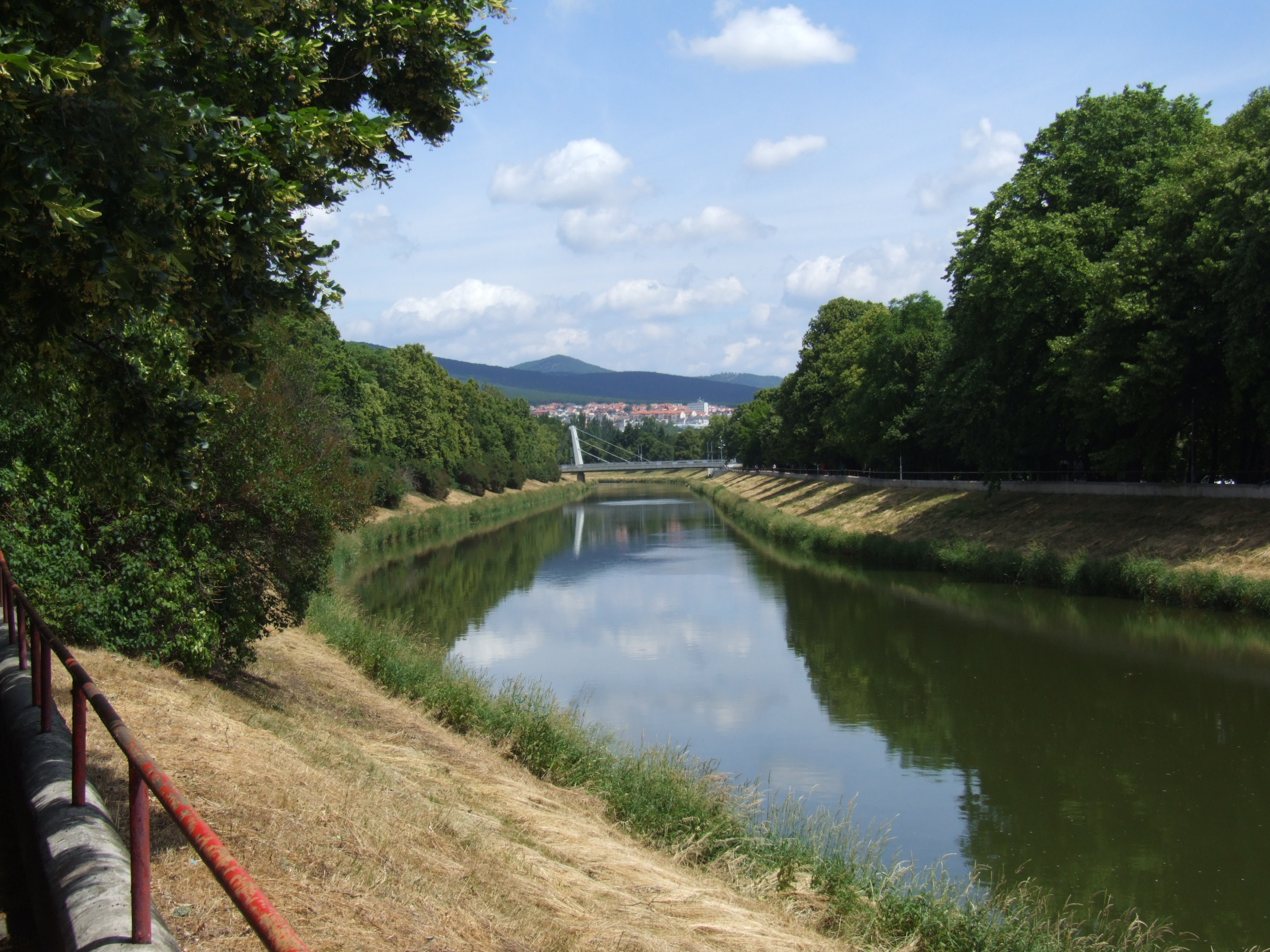
Nitra i staden Nitra

Nitra (slovakiska: Nitra, tyska: Neutra, ungerska: Nyitra) är en 197 km lång flod i västra Slovakien. Den rinner genom städerna Bojnice, Topoľčany, Nitra och Nové Zámky.
Floden mynnar i Waag kort före staden Komárno och efter Komárno mynnar Waag i Donau. I Nitras dalgång ligger flera av Slovakiens större industrier vad som medför en hög grad av föroreningar. Året 2004 var bara 10,4 % av spillvattnet från kommunerna ansluten till reningsverk och 2/3 av utsläppen (fosfat, kväve och organiskt material) hamnade direkt i floden.